# Rhinolophus maclaudi
Rhinolophus maclaudi är en fladdermusart som beskrevs av Eugene de Pousargues 1897. Rhinolophus maclaudi ingår i släktet Rhinolophus och familjen hästskonäsor. Inga underarter finns listade i Catalogue of Life. Artepitet i det vetenskapliga namnet hedrar den franska ämbetsmannen Charles Maclaud som var aktiv i västra Afrika.

## Utseende
Med en kroppslängd (huvud och bål) av 73 till 94 mm, en svanslängd av 38 till 43 mm och en vikt av 30 till 35 g är arten en stor hästskonäsa i Afrika. Den har 64 till 69 mm långa underarmar, bakfötter som är cirka 15 mm långa och 40 till 46 mm stora öron. Håren som bildar den kastanjebruna till gråbruna pälsen på ovansidan är lite mörkare vid roten. Undersidan har samma färg men är ljusare. Hudflikarna på näsan (bladet) består av en hästskoformig grundform, en hjärtformig central del och en trekantig uppsats. Bladet är 15 till 16mm bred. Typisk är en ränna i nedre läppen. Den andra premolaren per sida i överkäken är liten. Olika detaljer av kraniets konstruktion skiljer arten från andra släktmedlemmar.

## Utbredning och ekologi
Arten förekommer i kulliga områden i Guinea. Den har även hittats på Île de Tombo där landets huvudstad Conakry ligger. Habitatet utgörs av savanner med några träd och buskar samt av galleriskogar. Rhinolophus maclaudi vilar i grottor och ibland i byggnader.
I grottan bildas små flockar med hannar och honor. Gömstället kan delas med Lissonycteris angolensis, Nycteris macrotis, andra arter av släktet hästskonäsor, Hipposideros ruber och Hipposideros jonesi.

## Hot
Flera exemplar fångas och dödas för köttets skull. Beståndet hotas även av landskapsförändringar och störningar vid viloplatsen. IUCN kategoriserar arten globalt som starkt hotad.